# Verdragen tussen Rome en Carthago
De verdragen tussen Rome en Carthago waren niet alleen buitengewoon belangrijk voor de betrekkingen tussen deze twee grootmachten, maar ook voor die met de Grieken op Sicilië en in Italië. Zij zagen in Syracuse het verste steunpunt van het hellenisme in het westelijke Middellandse Zeegebied.
Rome en Carthago waren twee stadstaten die een groot rijk wisten op te bouwen. Op een zeker moment was het nodig om de onderlinge betrekkingen te regelen en om te onderhandelen over hun invloedssferen. Eeuwenlang werkten de twee steden zij aan zij, soms zelfs als bondgenoten. Hun economische belangen en hun expansierichtingen bleken elkaar niet te bijten.
- Rome was niet gericht naar de zee, omdat het zich moest verdedigen tegen zijn buurvolkeren de Sabelliërs, de Etrusken, de Galliërs en de Grieken. Rome was gericht op het verwerven van de hegemonie over Italië.
- Carthago had niet een echt burgerleger en was gedwongen te vechten tegen de Grieken van Cyrene, van Massilia en van Syracuse op Sicilië in de langstlopende oorlogen in de geschiedenis (de Grieks-Punische oorlogen). De stad was bereid om haar veroveringen te verdedigen na evenwel een intensieve beoordeling van de kosten en baten. Wanneer de aristocratische partij meer geneigd was om de macht uit te breiden richting steden in de omgeving, keek de partij van de kooplieden meer naar mogelijkheden om handelsposten in te richten in het westelijke Middellandse Zeegebied. De kwaliteit van de vloot maakte dit alles mogelijk.

Al deze verdragen konden de vijandelijkheden tussen de twee machten niet stoppen, maar door de voorzichtigheid van beide partijen was het eeuwenlang mogelijk om in een vreedzame co-existentie naast elkaar te leven.

## Ontwikkeling
In de vierde eeuw v.Chr. bestond de Middellandse Zee ruwweg uit de volgende invloedssferen: de Egeïsche Zee werd voornamelijk gecontroleerd door de Grieken van Griekenland, Klein-Azië en Egypte (na Alexander de Grote). De Adriatische Zee en de Ionische Zee werden gecontroleerd door de verschillende stadstaten die aan zee lagen. De westelijke zone was het gebied van de Carthagers, maar in de Tyrreense Zee was er een gezamenlijke invloedssfeer van Carthagers en Griekse kolonisten in Zuid-Italië.

### Carthago
Carthago was een zeehandelsmacht en gebruikte haar handel om oorlogen te kunnen betalen. De stad hield daarbij altijd het economische nut in het oog.
Carthago werd in 814 v.Chr. gesticht door Fenicische kolonisten die afkomstig waren uit de stad Tyrus. Zij namen de verering van hun god Melkart met zich mee. Volgens de overlevering stonden de kolonisten (of politieke vluchtelingen) onder leiding van hun koningin Dido (ook Elissa genoemd). Al in de zesde eeuw raakten de zeevarende handelaars bekend in het westelijke Middellandse Zeegebied en in Griekse komedies werden zij al als typetjes neergezet. In de vierde eeuw controleerde Carthago na enkele militaire operaties de golf van Sirte in Libië en bezat zij verspreide handelsposten langs de kust van Numidië en het Iberisch schiereiland. De kusten van Sardinië en Corsica stonden ook onder haar controle, toen Carthago ook Sicilië onder haar controle probeerde te brengen. Een bijna ononderbroken reeks oorlogen (van 480 – slag bij Himera – tot 307 v.Chr.) kon er toch niet voor zorgen dat de Grieken, die de kusten bewoonden, werden verslagen.
Volgens Piganiol was Carthago de rijkste stad van de Mediterrane wereld, die dankzij haar maritieme macht op eigen kracht een handelsimperium had gebouwd met de Etrusken als bondgenoot en de Grieken als tegenstanders. Mommsen schrijft over Carthago: "de Feniciërs gaven blijk van moed en intelligentie in handel en industrie […]; zij stortten zich met overgave op de zeevaartkunst, ambachtswerk, het stichten van kolonies; aan haar hebben we de toenadering tussen de oosterse en de westerse wereld te danken". Het ontbrak de Feniciërs totaal aan het vermogen om volken te civiliseren en te assimileren, iets waarin de Grieken juist uitblonken en waartoe ook de Italiërs in staat waren. Warmington voegde eraan toe dat “Carthago de eerste stad was die een imperium probeerde te besturen en daar ook drie eeuwen lang in slaagde”.
Door haar focus op het handeldrijven schakelde Carthago na verloop van tijd over van een burgerleger naar een huurleger, dat bestond uit Libische boeren (slaven van grootgrondbezitters, die met geweld werden ingelijfd) en uit cavalerie van bondgenoten die onder het commando stonden van Numidische vorsten. Deze huurlingen compenseerden met hun militaire ervaring wat ze misten aan patriottisme. Ondanks deze diversiteit lukte het de Carthaagse legeraanvoerders om hun troepen op uitstekende wijze aan te voeren, hoewel het toch om buitenlanders ging.

### Rome
Rome werd zo’n zestig jaar na Carthago gesticht (volgens Marcus Terentius Varro in 753 v.Chr.). De eerste 400 jaar van zijn bestaan was de stad gedwongen om eindeloze oorlogen uit te vechten met de omringende volkeren. Dit onophoudelijk strijden met steden in het binnenland zorgde ervoor dat het Romeinse leger, dat aanvankelijk bestond uit boeren en herders, gespecialiseerd raakte in het voeren van landoorlogen. Meer dan door handel ontwikkelde de Romeinse economie zich door het economisch uitbuiten van overwonnen vijanden, door hun land af te nemen en dat aan Romeinse kolonisten te geven. Gewapende troepen werden gebruikt als bondgenoten (socii) voor de eigen doeleinden. Zo bond men de aristocratie en de bezittende klasse van de overwonnen steden aan de belangen van Rome. Voor de zeehandel maakten de Romeinen gebruik van Etruskische en Griekse schepen.

## Eerste verdrag: 509-508

Belangrijkste invloedssferen in het westelijke Middellandse Zeegebied in 509 v.Chr. Het Rome van de Tarquinii controleerde het zuidelijke gedeelte van Latium vetus.

Het eerste verdrag tussen de twee stadstaten gaat terug tot het jaar van de stichting van de Romeinse Republiek in 509/508 v.Chr., overeenkomstig de chronologie van Varro en het onderzoek van Polybios in de Romeinse archieven. Het verdrag werd gesloten op aandringen van Carthago. Polybios vertelt erbij dat de originele Latijnse tekst in een zo archaïsche taalvorm was geschreven dat het alleen door experts en met een zekere moeite kon worden gelezen.
De antieke bronnen zijn echter niet eensluidend over deze oude datering: hoewel Livius nooit spreekt over een eerste verdrag, benoemt hij het verdrag van 306 v.Chr. wel als het derde verdrag. Men leidt daar dus uit af dat Livius op de hoogte was van het bestaan van een verdrag dat ouder was dan dat van 348, ook al is het niet mogelijk om vast te stellen in welk jaar hij dat plaatste. Diodorus Siculus beweert daarentegen dat het eerste verdrag tussen Rome en Carthago niet voor 348 werd gesloten.
Ook de moderne kritiek is verdeeld over deze datering: Onder degenen die niet geloven in een verdrag in 509 bevinden zich Theodor Mommsen, die deze door Polybios genoemde datering te vroeg vindt, en De Sanctis en André Piganiol. De laatste schrijft: “Het verdrag tussen Rome en de Samnieten […] en bovenal het eerste verdrag tussen Rome en Carthago in 348 (344) markeren twee belangrijke stappen in de ontwikkeling van Rome. Polybios vond in de Romeinse archieven de teksten van drie verdragen tussen Rome en Carthago en dateert het eerste in de tijd van de eerste Romeinse consuls. Wij verwerpen deze datering en vermoeden dat Polybios de teksten op verkeerde volgorde heeft gelegd […]”
Massimo Pallottino daarentegen stelt dat “de authenticiteit van de archaïsche chronologie/vroege datering van dit document eerst twijfelachtig was, maar nu niet meer ter discussie staat bij de overgrote meerderheid van de geleerden.” Wilmington voegt eraan toe dat dit eerste verdrag waarschijnlijk gelijk was aan andere wel bekende verdragen die gesloten zijn tussen Carthago en steden in Etrurië, waaronder dus ook het Rome van de Tarquinii viel.
De bemiddelaars tussen de partijen waren dan vermoedelijk de Etrusken. De datering van Varro verschilt enigszins van de berekeningen van Polybios (die uitkomt op 508). De Griekse historicus begint zijn berekening met de Perzische Oorlog, toen Xerxes in juni 480 de Hellespont overstak en zijn strafexpeditie tegen de vrije Griekse steden begon. Hij schrijft over het verdrag dat het “uit de tijd stamt van Lucius Iunius Brutus en Marcus Horatius, de eerste gekozen consuls na het verjagen van de koning. In die tijd werd ook de tempel van Jupiter Capitolinus gewijd. Dit gebeurde twintig jaar voor de expeditie van Xerxes naar Griekenland. We hebben dat al zo precies mogelijk beschreven.” Polybius, III,22.
Tijdens de oorlog met Ardea werd koning Tarquinius Superbus verdreven en ontstond de Republiek met de eerste consuls. Omdat de verdreven koning Etruskisch was, was het voor Rome noodzakelijk om de handelsverbindingen veilig te stellen. Deze werden door Griekse, maar vooral door Etruskische kooplieden onderhouden. Het Etruskische Caere en zijn haven Pyrgus voorzagen Rome van aanvoer van goederen. Met Caere versterkte Rome steeds meer haar contacten, wat ook blijkt uit het feit dat bij de inval van de Galliërs in 390 veel Romeinen naar deze stad vluchtten. Rome zocht dus de steun van de Carthagers, die al een basis hadden in Caere. Dat blijkt uit votiefstenen met Etruskisch en Fenicisch schrift die in Pyrgus gevonden zijn.
Carthago was in deze tijd bezig met het bedwingen van de Griekse kolonisten die vanuit Griekenland naar het westelijke Middellandse Zeegebied trokken. Op de hele kust van Zuid-Italië en op de oostkust van Sicilië waren er Griekse steden die de handel beperkten tussen de Carthagers en de bewoners van het binnenland. Carthago breidde zijn Afrikaanse bezittingen (circa 72.500 km2 met 3-4 miljoen inwoners) uit naar het hedendaagse Spanje. Later voerde Carthago met de Etrusken oorlog tegen de Phocaeërs in de slag bij Alalia in 535. De Etrusken verwierven Corsica en de Tyrreense zee, maar Carthago bezette Sardinië en West-Sicilië. In 510 vocht Carthago weer in West-Sicilië om de Spartaanse nederzettingen tegen te werken.

### Tekst
ἐπὶ τοῖσδε φιλίαν εἶναι Ῥωμαίοις καὶ τοῖς Ῥωμαίων συμμάχοις καὶ Καρχηδονίοις καὶ τοῖς Καρχηδονίων συμμάχοις: μὴ πλεῖν Ῥωμαίους μηδὲ τοὺς Ῥωμαίων συμμάχους ἐπέκεινα τοῦ Καλοῦ ἀκρωτηρίου, ἐὰν μὴ ὑπὸ χειμῶνος ἢ πολεμίων ἀναγκασθῶσιν: ἐὰν δέ τις βίᾳ κατενεχθῇ, μὴ ἐξέστω αὐτῷ μηδὲν ἀγοράζειν μηδὲ λαμβάνειν πλὴν ὅσα πρὸς πλοίου ἐπισκευὴν ἢ πρὸς ἱερά, ἐν πέντε δ᾽ ἡμέραις ἀποτρεχέτω. τοῖς δὲ κατ᾽ ἐμπορίαν παραγινομένοις μηδὲν ἔστω τέλος πλὴν ἐπὶ κήρυκι ἢ γραμματεῖ. ὅσα δ᾽ ἂν τούτων παρόντων πραθῇ, δημοσίᾳ πίστει ὀφειλέσθω τῷ ἀποδομένῳ, ὅσα ἂν ἢ ἐν Λιβύῃ ἢ ἐν Σαρδόνι πραθῇ. ἐὰν Ῥωμαίων τις εἰς Σικελίαν παραγίνηται, ἧς Καρχηδόνιοι ἐπάρχουσιν, ἴσα ἔστω τὰ Ῥωμαίων πάντα. Καρχηδόνιοι δὲ μὴ ἀδικείτωσαν δῆμον Ἀρδεατῶν, Ἀντιατῶν, Λαρεντίνων, Κιρκαιιτῶν, Ταρρακινιτῶν, μηδ᾽ ἄλλον μηδένα Λατίνων, ὅσοι ἂν ὑπήκοοι: ἐὰν δέ τινες μὴ ὦσιν ὑπήκοοι, τῶν πόλεων ἀπεχέσθωσαν: ἂν δὲ λάβωσι, Ῥωμαίοις ἀποδιδότωσαν ἀκέραιον. φρούριον μὴ ἐνοικοδομείτωσαν ἐν τῇ Λατίνῃ. ἐὰν ὡς πολέμιοι εἰς τὴν χώραν εἰσέλθωσιν, ἐν τῇ χώρᾳ μὴ ἐννυκτερευέτωσαν.— Polybius III, 22, 4-13
Op deze voorwaarden is er vrede tussen de Romeinen en hun bondgenoten en de Carthagers en hun bondgenoten: de Romeinen noch hun bondgenoten mogen voorbij de Mooie Kaap varen, tenzij gedwongen door storm of vijanden. Wanneer iemand met geweld daarheen meegevoerd wordt, mag hij niets kopen of meenemen behalve dat wat hij nodig heeft om zijn schip te repareren of om offers te brengen. Binnen vijf dagen moet hij vertrekken. Zij die een haven aandoen, mogen geen handel drijven, behalve in aanwezigheid van een heraut of een stadsschrijver. Wat in aanwezigheid van hen verkocht wordt, of dat nu in Libië of op Sardinië verkocht wordt, is aan de koper verkocht met een garantie van de overheid. Wanneer een Romein in Carthaags Sicilië komt, zal hij alle rechten genieten die anderen ook genieten. De Carthagers zullen de steden Ardea, Antium, Laurentum, Circeii, Tarracina noch andere Latijnse steden die aan Rome onderworpen zijn, geen onrecht aandoen. De steden die niet onderworpen zijn [aan Rome], mogen zij niet innemen. Wanneer zij toch een stad ingenomen hebben, dragen zij die ongeschonden over aan de Romeinen. De Carthagers mogen geen vestingen inrichten in Latium. Wanneer zij zich als vijanden begeven in het niet [aan Rome] onderworpen gebied, zullen zij daar niet overnachten.— Vertaling

### Beperkingen voor Rome
Met het door Polybios genoemde verdrag uit 509 mochten de Romeinen en hun bondgenoten niet voorbij Promontorium Pulchrum (ten noorden van Carthago – de precieze locatie is onbekend) varen, behalve wanneer zij daartoe gedwongen waren door een storm of door vijanden. In ieder geval mogen zij alleen kopen wat ze nodig hebben voor dringende reparaties aan een schip of om offers te kunnen brengen en ze moeten hoe dan ook binnen vijf dagen vertrekken. Handelaren kunnen alleen actief zijn op Sicilië en in Noord-Afrika onder toezicht van veilingmeesters met garantie voor de verkopers. Toch hadden Romeinen op Carthaags Sicilië dezelfde rechten als de Carthagers. Opvallend is dat Carthago Sardinië en Afrika als eigen gebied beschouwt, terwijl het verdrag wat betreft Sicilië uiteraard alleen slaat op het niet-Griekse gebied. Voor Rome staat tegenover deze beperkingen dat het werd erkend als de leidende macht in Latium en dat het militaire bescherming en dekking op zee kreeg, die Carthago kon geven tegen eventuele aanvallen van Cumae of de andere poleis van Magna Graecia. Die vormden toen de echte tegenstanders van Carthago. De Republiek was nog maar net ontstaan en verwikkeld in oorlogen met de naburige Italische volkeren en met de Etrusken. Die probeerden toen onder leiding van Porsenna de macht terug te geven aan de Tarquinii. Rome had toen nog geen aspiraties richting Zuid-Latium en van een handelsvloot was nauwelijks sprake. Van een militaire vloot was evenmin sprake: die werd pas in 311 ingesteld.

### Beperkingen voor Carthago

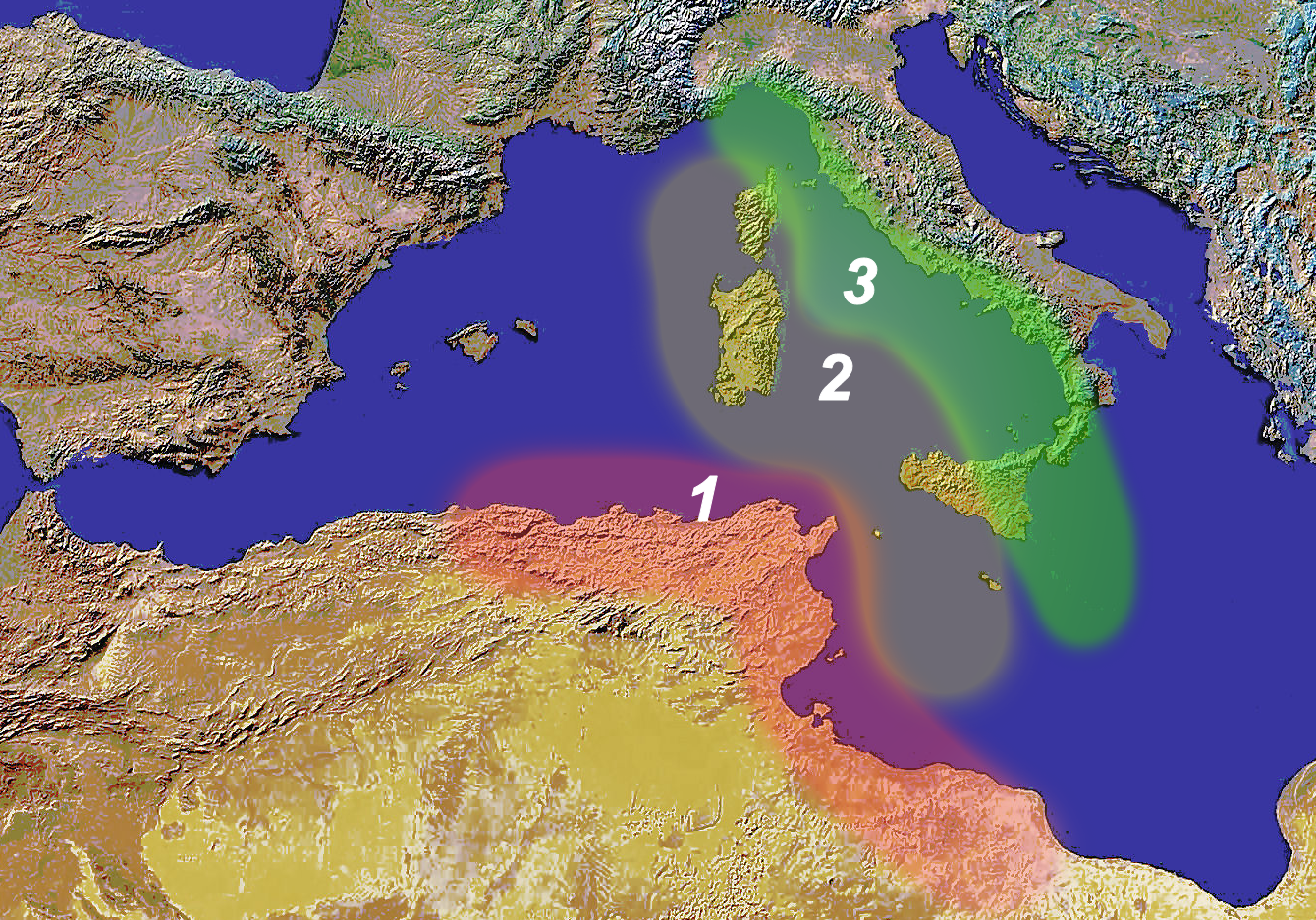
Verdeling van de zeegebieden: (1) verboden gebied voor Rome, (2) voor noodgevallen toegankelijk gebied, (3) gemengde zone

In het verdrag van 509 legden de Carthagers en hun bondgenoten zich op om geen schade toe te brengen aan de bevolking van Latium ‘die aan Rome onderworpen zijn’ en ook niet aan onafhankelijke steden. Na een verovering moet Carthago deze steden ongeschonden aan Rome overdragen. De Carthagers mogen geen vestingen bouwen in Latium en wanneer ze zich landinwaarts begeven, mogen ze daar niet overnachten. In het geval dat Carthago een niet aan Rome onderworpen stad in Latium bezet, mag het de aangetroffen goederen en de gevangenen houden, maar de stad moet aan Rome overgedragen worden (volgens Piganiol is deze clausule van toepassing op Antium en Circeii).
In het verdrag valt op dat Rome Latium als zijn invloedssfeer beschouwt. Er wordt niet gesproken over Campania en al helemaal niet over Etrurië.

### Beknopte analyse
Dit verdrag bepaalde zo de verschillende invloedssferen en laat duidelijk zien wat de politieke en commerciële positie was van Carthago in de Westelijke Middellandse Zee. De stad wist te vermijden om militaire operaties in Latium uit te voeren, nu het druk was met het voeren van oorlog tegen de Grieken. Carthago’s grootste belang was het veilig stellen van haar eigen handelsroutes over zee in haar eigen invloedssfeer, de westelijke Middellandse Zee.
Massimo Palottino voegt eraan toe dat de door Polybios overgeleverde tekst van het verdrag laat zien dat Carthago een duidelijk overwicht heeft in de betrekkingen met Rome. Los van de opgelegde handelsbeperkingen voor de Romeinse scheepvaart, lijkt het akkoord ook te wijzen op een defensieve houding van Rome ten opzichte van Carthaagse initiatieven. De verboden wijzen op een gedeeltelijk overwicht van Rome over Latium, wat ook overeenkomt met wat wordt vermeld over het koningschap van Tarquinius Superbus. Het is duidelijk dat Rome met bondgenoten de mindere partij zijn in het verdrag. Datzelfde was ook het geval in de betrekkingen met de andere bondgenoot, de Etrusken.
Op te merken valt dat Carthago van niets anders afziet dan van het uitvoeren van militaire operaties in een klein gebied (Latium), waar het toch al geen belangen had en dat Carthago de handen vrij hield voor operaties tegen de Grieken. Dat waren machtige en gevaarlijke concurrenten voor Carthago op militair en commercieel vlak. Men moet ook niet vergeten dat Carthago met de Etruskische bondgenoten de Tyrreense Zee al eerder in invloedssferen had verdeeld. De Etrusken kregen het gebied van de Alpen tot Campanië, terwijl de Carthagers een gebied beheersten dat in het Zuidoosten begon bij het Griekse gebied en reikte tot Corsica en Sardinië, waardoor deze eilanden ontoegankelijk werden voor de uitbreiding van Griekse politieke en commerciële activiteiten.
- Zone (3) viel onder Etruskische controle in het noorden en onder Griekse controle in het Zuiden, terwijl de Carthagers contacten opbouwden met de Italiërs om huursoldaten te werven (bijvoorbeeld met de Campaniërs in de 4e eeuw v.Chr.)
- Zone (2) viel eveneens niet onder directe Carthaagse controle. In feite hadden Griekse schepen (in het zuiden) en Etruskische schepen (in het Noorden) daar ook alle vrijheid. Carthago eiste slechts de vrijheid op om een klein beetje concurrentie uit te schakelen door grootmoedig de Romeinen de mogelijkheid te geven om in het gebied een (zeer tijdelijke) schuilplaats te vinden, wanneer die te maken kregen met vijanden of slecht weer.
- Zone (1) was verboden voor Rome en in de praktijk verhinderde Carthago met haar oorlogsvloot iedere concurrentie voorbij Sicilië en op de Afrikaanse kust.

De verovering van Latium vetus door de koningen van Rome, vanaf de stichting van de stad tot aan de overgang naar de Republiek..

Noemenswaardig is ook dat enkele steden in Latium expliciet worden vermeld. Waarom deze wel en andere niet? Dat heeft te maken met het feit dat de uitbreiding van het gebied van Rome voor de verdrijving van Tarquinius Superbus gericht was op het Zuidwesten, richting Latium Vetus en de kust en pas later richting Zuid-Etrurië. De Republiek werd uitgeroepen precies op het moment dat het leger van Tarquinius de stad Ardea belegerde.
Men kan veilig veronderstellen dat Rome wilde uitsluiten dat rivalen interventies op het land uitvoerden, terwijl het zelf bezig was met uitbreiding naar het Zuiden. Vandaar ook het verbod voor Carthago om vestingen te bouwen in het gebied. Verhelderend hierbij is een opmerking van Titus Livius:
Camillus heeft geen noemenswaardige daden verricht tegen de Grieken. Zij waren niet bedreven in landgevechten en de Romeinen niet in zeegevechten. […] Van welk volk of land deze vloot was is zeer onduidelijk. Ik geloof zelf nog het meest dat het om tirannen van Sicilië ging.— Titus Livius, Ab Urbe Condita, VII, 26
Wat ook de nationaliteit was van deze piraten, Rome leek de druk op de kust te voelen en omdat ze hun superioriteit op land tegenover de Grieken kenden, ontvingen ze met vreugde het bezoek van de Carthaagse gezanten:
En met de Carthagers werd in Rome een verdrag gesloten, toen die waren gekomen met het verzoek om vrienden en bondgenoten te worden— Titus Livius, Ab Urbe Condita, VII, 27

## Tweede verdrag: 348 v.Chr.
In 348 sloten Rome en Carthago een tweede verdrag, dat door sommige antieke en moderne schrijvers wordt beschouwd als het eerste verdrag. Warmington stelt dat dit tweede verdrag is gesloten om de betrekkingen tussen de twee stadstaten verder te verstevigen met het oog op de veranderingen die zich de afgelopen 150 jaar hadden voorgedaan. Niet alleen de territoriale belangen van beide werden erkend, maar ook de verschillende bondgenootschappen waarvan zij aan het hoofd stonden.
Op deze voorwaarden is er vrede tussen de Romeinen en hun bondgenoten en het volk van de Carthagers, de Tyriërs en de Uticensers en hun bondgenoten. De Romeinen zullen zich niets toe-eigenen of handeldrijven of een stad stichten voorbij de Mooie Kaap, Mastia of Tarseum. wanneer de Carthagers een stad in Latium veroveren die niet onderworpen is aan Rome, dan mogen ze de aangetroffen goederen en mensen houden, maar de stad moeten ze overdragen. Wanneer de Carthagers iemand gevangen nemen uit steden die een schriftelijk vredesverdrag met Rome hebben en niet aan Rome onderworpen zijn, mogen zij hem niet overbrengen naar havens van de Romeinen. Wanneer een Romein zo’n gevangene aantreft, moet hij worden vrijgelaten. Ook de Romeinen mogen zo niet handelen. Wanneer een Romein water of voedsel neemt uit een gebied waarover de Carthagers heersen, mogen de Romeinen met dit voedsel geen schade toebrengen aan degenen die in vrede met de Carthagers leven. Ook de Carthagers mogen zo niet handelen. In zo’n geval mag de getroffen persoon niet op eigen houtje wraak nemen. Als iemand dat doet, moet de misdaad openbaar behandeld worden. Geen Romein mag handel drijven of een stad stichten op Sardinië of in Libië […] tenzij voor de tijd om proviand in te slaan of het schip te repareren. Wanneer een storm hem op de kust werpt, moet hij binnen vijf dagen vertrekken. Op Carthaags Sicilië en in Carthago mag een Romein alles doen en kopen wat burgers ook is toegestaan. Evenzo mag een Carthager doen in Rome.— Polybius, III, 24.3-13

Westelijke Middellandse Zee in 348 v.Chr.; Weinig gebiedsuitbreiding voor Carthago. De Etrusken hebben te maken met aanvallen van de Galliërs en van Rome.

In feite ging het om een kopie van het eerste verdrag, met de toevoeging van enkele steden. De nieuwe voorwaarden waren minder gunstig voor de Romeinen. Aan Carthaagse kant werden Tyrus en Utica toegevoegd, terwijl Carthago zich er toe verbond om zich afzijdig te houden van dezelfde aan Rome verbonden steden op de kust van Italië.

### Beknopte analyse
Mommsen geeft het volgende commentaar op de passage van Polybius:
De Carthagers verplichtten zich met het sluiten van dit verdrag met Rome ertoe om geen schade toe te brengen aan de steden in Latium die onder Romeins gezag stonden, en in het bijzonder aan de kuststeden Ardea, Antium, Circeii en Terracina; wanneer een van deze steden zich losmaakte uit van de Romeinse overheersing, stond het de Carthagers vrij om die aan te vallen; in het geval van een belegering werd er vastgesteld dat de Carthagers de belegerde stad niet mochten verwoesten, maar die aan de Romeinen zouden overdragen. Daaruit valt af te leiden hoe Rome zijn steden wist te beschermen en aan wat voor gevaar een stad zich blootstelde, die het aandurfde om zich te onttrekken aan het gezag van haar beschermer.
Scullard voegt eraan toe dat met dit nieuwe verdrag Romeinse handelaren werden geweerd van Sardinië, Libië, de westelijke Middellandse Zee en de Golf van Tunis tot aan Mastia in Spanje. Alleen Carthaags Sicilië en Carthago bleven open voor Romeinse handelsschepen. Terwijl Rome zich concentreerde op het binnenland, maakte de toekomstige rivaal van de westelijke Middellandse Zee een Carthaagse binnenzee.
Waarom voelden de twee steden de noodzaak om het eerdere verdrag te vernieuwen? Brizzi stelt dat Rome door het afzien van aanspraken op Sardinië de maritieme steun kreeg van Carthago en zo werd beschermd tegen mogelijke aanvallen van zee, juist op een moment dat de stad bloot stond aan een nieuwe dreiging van de Galliërs, op instigatie van de tirannen van Siracusa. Er zijn nog enkele overwegingen:
- Na 150 jaar was Rome erin geslaagd om een groot deel van Etrurië te veroveren, om de stad Veii te verslaan en om de invasie van de Galliërs onder leiding van Brinnio in 390 terug te slaan. In 360 stroomde een nieuwe golf Galliërs de Povlakte binnen, wat voor veel ongerustheid zorgde. Bovendien werd Rome al jaren geteisterd door interne twisten tussen de patriciërs en de plebejers over de toegang tot openbare ambten en dus tot de politiek en over het bestuur van de met onophoudelijke oorlogen veroverde gebieden. Uit noodzaak of uit vrije wil was Rome in gevecht met de Hernici, Volsci, Tiburtini en de Etrusken. ook stond het op het punt zich voor te bereiden op oorlog met de Samnieten, die vanuit de bergen optrokken naar het rijke Campanië, een gebied waar ook Rome zijn zinnen op had gezet.
- Op Sicilië en in Zuid-Italië probeerde Dionysius de Grote(405-367) niet alleen de Carthagers definitief te verdrijven van Sicilië, maar hij probeerde ook een eerste vorm van een Griekse eenheidsstaat te creëren in Italië. Piganiol noemt dit met een knipoog ‘een koninkrijk van de beide Siciliën’, dat Rome had kunnen tegenhouden. Dionysius de Jongere probeerde na de dood van zijn vader het rijk te vergroten en raakte in oorlog met andere Griekse steden. Steeds wisselende bondgenootschappen – ook tussen Carthago en enkele Griekse steden – zorgden ervoor dat het koninkrijk van de jonge Dionysius uiteenrafelde. In 344 werd hij afgezet. Tarente had zich buiten de strijd gehouden en haar invloed en handel groeide. Het lukte de stad evenwel niet om een groot gebied te veroveren.
- Nadat Carthago een einde had gemaakt aan de uitbreiding van Cyrene, stelde het de oostgrens van haar gebied vast, maar bleef het strijden tegen de Grieken in het Westen. Het streed vooral tegen Siracusa om de controle over Sicilië.
- De Etrusken waren eerst bondgenoten van de Carthagers tegen de Grieken, maar werden door de Galliërs gestopt in Noord-Italië en door de Romeinen in Latium. Eerder hadden ze ook al Campanië moeten opgeven, dat werd bevolkt door Samnitische stammen.

## Derde verdrag: 306 v.Chr.

Romeins gebied aan de vooravond van de Eerste Samnitische oorlog

In 306 werd een derde verdrag getekend tussen Rome en Carthago. De tekst ervan is niet bekend. Polybios vermeldt die niet omdat de tekst waarschijnlijk voor hem verborgen is gehouden door Romeinse functionarissen. Volgens de geschiedschrijver Filinus, die meestal een pro-Carthago standpunt laat zien, ging Rome ermee akkoord om niet tussenbeide te komen in Sicilië, terwijl Carthago afzag van bemoeienissen in Italië.
Rome was inmiddels de belangrijkste mogendheid geworden in Italië en bijgevolg ook een belangrijke macht in de Middellandse Zeegebied. Dit was een van de redenen dat Carthago een nieuw verdrag sloot met Rome. Het wilde ook het risico voorkomen dat Agatokles van Siracusa zich tot Italië zou wenden met een verzoek om hulp. Hoewel Rome nog niet klaar was om zich te meten met Carthago, overtrof haar grondgebied toch al dat van het rijk van Agatokles van Siracusa.
In 316 was Agathokles koning van Siracusa geworden en had vervolgens een campagne opgevat om Sicilië te ontdoen van de Carthagers. In 310 was hij naar Afrika gevaren om daar oorlog te voeren en in 309 had hij het bevriende Cyrene uitgeschakeld en verklaarde zich koning van Afrika. Agathokles moest zich echter terugtrekken naar Sicilië na de nederlaag van zijn zoon Archagathos.
Ook voor Rome was dit verdrag nuttig, omdat het na de verovering van het grootste deel van zuidelijk Etrurië en het kustgebied van Campanië, was verwikkeld in de Samnitische oorlogen. Deze waren uitgebroken in 343 en werden pas in 290 beëindigd. Deze oorlogen waren welhaast een opstand van alle bevolkingsgroepen van Latium, Etrurië en het Samnitische gebied om zich van het Romeinse gezag te ontdoen. In dezelfde tijd zette Rome zijn diplomatieke politiek richting de Griekse wereld voort: het sloot in 306 een verdrag met Rhodos, een snel groeiende handelsstad, en in 302 met Tarente. Dit verdrag begrensde het vaargebied van Rome tot Kaap Lacinium (nu Capo Colonna in de Golf van Tarente). Mommsen voegt eraan toe dat tussen het oosten en het westen van de Middellandse Zee “alleen economische betrekkingen bestonden, zoals die van Rhodos. Deze stad was de voornaamste van de zeevarende Griekse stadstaten en in deze tijd van voortdurende oorlogen (de Diadochenoorlogen) was hij als het ware de enige tussenpersoon voor de handel. Het sloot een verdrag met Rome. Dit was uiteraard een handelsverdrag, dat er kon zijn tussen een volk van handelaren en de bevelvoerder van de vloot van Caere en Campanië)".

## Vierde verdrag: 279/278
- Tussen het eerste en het tweede verdrag liggen 161 jaar
- Tussen het tweede en het derde verdrag liggen 42 jaar
- Tussen het derde en het vierde verdrag liggen 27 jaar

De geschiedenis gaat met een haast exponentiële versnelling verder. Al deze verdragen werden op bronzen tafelen bewaard in het Aerarium, dicht bij de tempel van Jupiter Capitolinus.
Het vierde verdrag tussen Rome en Carthago werd gesloten rond de jaarwisseling van 279-278, toen Pyrrhus in Italië actief was. Wat was er aan de hand dat de twee stadstaten zich gedwongen voelden om een nieuw verdrag te sluiten? Tot dan toe hadden zij nooit reden gehad om in een direct conflict terecht te komen, hoewel ze elkaar natuurlijk wel in het oog hielden. Brizzi beweert dat het motief de symmachia is geweest, een militair pact tot wederzijdse bijstand tegen de Pyrrhus, de koning van Epirus. Scullard is het hiermee eens en zegt verder dat het nieuwe verdrag tijdelijk de opgelegde verplichtingen van het vorige verdrag opschortte. Warmington voegt er verder nog aan toe dat het Tarente was dat Rome en Carthago tot dit tijdelijke bondgenootschap dwong.

Westelijke Middellandse Zee in 279 v.Chr.; Romeinse expansie in Midden-Italië tijdens de Pyrrhische oorlogen (280-275 v.Chr.)

### Tarente
In 290 kwamen de Samnitische oorlogen tussen Rome en de Samnieten officieel tot een einde. Dit voorkwam dat er blijvend verzet tegen Rome bleef van diverse volkeren. De bemoeienissen van Rome in dit gebied had de druk van de Italische volkeren op de Griekse steden in Zuid-Italië en vooral op Tarente verminderd. Syracuse was voortdurend in oorlog met Carthago en na de dood van Agathokles werd de stad verscheurd door interne twisten. De Italiërs werden aangevallen door de legioenen van Rome. Tarente ontwikkelde zich sterk en maakte een periode van grote bloei door. Het lukte de stad zelfs om het handelsverkeer van Rome te beperken door het sluiten van een verdrag in 303. Toch was al duidelijk geworden dat Rome een zeer sterke tegenstander was, doordat Rome de Samnieten had verslagen. In 282 verscheen een vloot van tien Romeinse schepen in de Golf van Tarente. De schepen schonden zo het verdrag, maar werden vernietigd of verjaagd. Een Romeinse delegatie die was gestuurd om de teruggave van de schepen en de krijgsgevangen te vragen, werd onder zware beledigingen weggestuurd. Oorlog werd in 281 onvermijdelijk. Tarente probeerden eerst een anti-romeinse alliantie te bouwen met de Italische volkeren, maar het werd al snel duidelijk dat dit niet voldoende zou zijn. Daarom besloot men om koning Pyrrhus om hulp te vragen.

### Pyrrhus

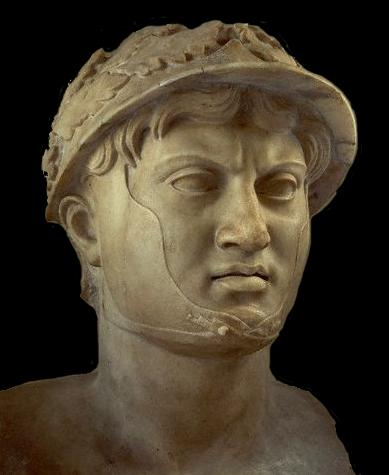
Borstbeeld van Pyrrhus (Museo Nazionale, Napels)

In 280 was Pyrrhus 39 jaar. Door Cassander van Macedonië werd hij in zijn kindertijd als gijzelaar naar Egypte gestuurd. Door Ptolemaeus I Soter werd hij in 297 op de troon van Epirus gezet en kreeg hij diens dochter Berenice tot vrouw. Twee jaar later trouwde hij met Lanassa, de dochter van Agathokles van Syracuse. Zij bracht als bruidsschat de eilanden Lefkada en Korfu mee. Dit huwelijk zorgde voor de beslissende ommekeer. Pyrrhus werd zo een verwant van Alexander de Grote en van Agathokles.
In 280 werd Pyrrhus door Tarente om hulp naar Italië geroepen. Deze stad trachtte het hoofd te bieden aan de Romeinse legioenen. Hij kwam met een leger van 25.000 man en 20 olifanten en presenteerde zich als de leider van Griekenland tegen de opmars van de Italische barbaren. Sommigen dachten zelfs heel optimistisch dat hij in het Westen net zo’n rijk zou stichten als Alexander in het Oosten.
De aanval van Pyrrhus had aanvankelijk groot succes: hij won de slag bij Heraclea tegen de Romeinen onder bevel van Publius Valerius Laevinus dankzij zijn olifanten. De Romeinen kenden deze dieren nog niet. Toch waren voor beide partijen de verliezen zo hoog, dat Pyrrhus een gezant stuurde met het voorstel om de vijandelijkheden te staken. Door toedoen van Appius Claudius Caecus werd de oorlog echter voortgezet.
Ook belangrijk was het plotselinge verschijnen van een Carthaagse vloot van 120 schepen in de Romeinse havenstad Ostia. De Romeinen werden zo herinnerd aan de verdragsbepalingen met Carthago. Scullard en Brizzi beweren dat Carthago hier eigenlijk militaire steun aanbood (een vloot om Pyrrhus te isoleren) en ook economische steun om de oorlog te kunnen voortzetten. Warmington zegt tevens dat deze grote vloot, die groter was dan wat de Romeinen ooit hadden gezien, een steun in de rug was voor degenen die geen vrede met Pyrrhus wilden sluiten. Wat deze opvatting ondersteunt, is het feit dat de Carthaagse admiraal Mago een grote hoeveelheid zilver meebracht voor de Romeinen, genoeg om de verkregen versterkingen van de bondgenten mee te kunnen betalen.
In 279 vond er een tweede grote veldslag plaats: de Slag bij Asculum. Ook hier wist Pyrrhus de Romeinen onder bevel van de consuls Publius Sulpicius en Publius Decius Mus te verslaan. Ook deze veldslag kende grote verliezen (3500 soldaten tegen 6000 Romeinen). Dat waren er zoveel dat “Pyrrhusoverwinning” een gevleugeld begrip werd.

### Carthago
Syracuse bevond zich in de inmiddels gebruikelijke toestand van oorlog met Carthago en probeerde gebruik te maken van het feit dat Pyrrhus getrouwd was met de dochter van Agathokles. Het bood Pyrrhus de heerschappij over Sicilië aan voor zijn zoon, op voorwaarde dat hij het eiland zou veroveren en dus de Carthagers zou verjagen. Pyrrhus wilde zeker de leider van alle Grieken worden, maar wilde zich eerst van zijn verplichtingen in Italië ontdoen. Hij sloot daarom een akkoord met de Romeinse consul Fabritius en eiste waarschijnlijk slechts een amnestie voor Tarente. De koning van Epirus vertrok toen voor zijn Siciliaanse avontuur en slaagde erin de Carthagers terug te dringen tot Lilybaeum. Het bondgenootschap tussen Syracuse en Pyrrhus bracht Carthago ertoe het verdrag met Rome te vernieuwen.
Polybios plaatst dit verdrag in de tijd “voordat de Carthagers oorlog voerden om Sicilië” en vermeldt de volgende toevoegingen:
ἐν αἷς τὰ μὲν ἄλλα τηροῦσι πάντα κατὰ τὰς ὑπαρχούσας ὁμολογίας, πρόσκειται δὲ τούτοις τὰ ὑπογεγραμμένα. ἐὰν συμμαχίαν ποιῶνται πρὸς Πύρρον ἔγγραπτον, ποιείσθωσαν ἀμφότεροι, ἵνα ἐξῇ βοηθεῖν ἀλλήλοις ἐν τῇ τῶν πολεμουμένων χώρᾳ: ὁπότεροι δ᾽ ἂν χρείαν ἔχωσι τῆς βοηθείας, τὰ πλοῖα παρεχέτωσαν Καρχηδόνιοι καὶ εἰς τὴν ὁδὸν καὶ εἰς τὴν ἄφοδον, τὰ δὲ ὀψώνια τοῖς αὑτῶν ἑκάτεροι. Καρχηδόνιοι δὲ καὶ κατὰ θάλατταν Ῥωμαίοις βοηθείτωσαν, ἂν χρεία ᾖ. τὰ δὲ πληρώματα μηδεὶς ἀναγκαζέτω ἐκβαίνειν ἀκουσίως.
Hierin houden zij vast aan alle geldende bepalingen en zij voegen er het volgende aan toe:
Wanneer zij een overeenkomst aangaan met Pyrrhus, moeten beiden op schrift stellen dat zij elkaar mogen helpen in het land dat wordt aangevallen; wie van beiden ook maar om hulp vraagt, de Carthagers zullen de schepen leveren voor de heenreis en de terugreis en beiden zullen soldij betalen aan hun eigen mannen. De Carthagers moeten de Romeinen helpen ter zee, wanneer dat nodig is. Niemand zal de bemanning dwingen om tegen hun zin van boord te gaan.

### Beknopte analyse
Opvallend zijn de betere voorwaarden voor Rome. Dat is een erkenning van Rome’s toegenomen economische en militaire macht. Carthago laat echter een zwakkere positie zien, waarschijnlijk ten gevolge van de inmiddels eeuwenlange moeilijkheden op Sicilië met Syracuse. Of het is slechts schijn, aangezien Carthago aan Rome een bijna gelijkwaardige positie ‘schenkt’. Piganiol beweert inderdaad dat het in het belang van Carthago was dat Pyrrhus in Italië bleef, toe deze erover dacht om te interveniëren op Sicilië. Dit is het motief van de missie van admiraal Mago naar Ostia eind 279 of begin 278. Carthago drong niettemin aan op het verdrag, Rome niet.
Polybios vermeldt dat Pyrrhus expliciet werd genoemd en dat de beide partijen, hoewel vrij om met hem betrekkingen aan te gaan, een duidelijk bondgenootschap aangaan in geval van een aanval op hun grondgebied. Piganiol onderstreept dat Carthago nog steeds Sicilië voor zichzelf opeist, hoewel het Rome de hegemonie in Italië overlaat. Verder is Carthago bereid om haar vloot aan Rome ter beschikking te stellen in ruil voor een Romeins landleger. Het Carthaagse initiatief torpedeert zo een mogelijk akkoord tussen Pyrrhus en de Romeinen. De Carthagers verplichten zichzelf zo om in geval van nood schepen te leveren om troepen te transporteren, maar wel met de bepaling – gewiekste handelaren als zij zijn – dat iedereen zijn eigen kosten betaalt. Carthago hoeft zijn soldaten niet aan land te laten gaan. In Carthaags optiek was Rome een goedkope leverancier van soldaten.
Verder is het bekend dat de oorlogsvloot van Carthago het kernpunt vormde van het hele Carthaagse leger. Niet toevallig werd daarom in de vijfde eeuw door Carthaagse ingenieurs de quadrireme uitgevonden en daarna ook de quinquereme. Dit waren de modernste oorlogsschepen van die tijd en ze werden later ook ingezet in de oorlog tegen Rome. De Carthagers waren bovendien zeer kundige technici, die in staat waren om technieken te bedenken om zeer hoog tempo schepen te kunnen bouwen.
Het verlies van schepen en hun bemanning was voor Carthago altijd een ernstige zaak, omdat haar macht vrijwel uitsluitend berustte op de oorlogsvloot. Deze schrikte vijanden af om Carthago aan te vallen. Juist vanwege dit belang van de vloot, waren de bemanningsleden allen Carthagers en dus medeburgers, terwijl het grootste deel van het leger bestond uit huursoldaten.

### Naar het eerste conflict
De verhoudingen tussen Rome en Carthago waren altijd uitstekend geweest. Dat blijkt wel uit de verdragen van 509 tot 279/278. Na de nederlaag bij Maleventum (dat omgenoemd werd tot Beneventum) in 275 keerde Pyrrhus definitief terug naar Epirus. Daarmee liet hij heel Italië ten zuiden van Toscane over aan de Romeinen. Het leek of hij had begrepen wat er binnen een tiental jaren zou gaan gebeuren met de twee overgebleven machten in de westelijke Middellandse Zee:
Vrienden, we laten dit perk over aan de Carthagers en de Romeinen.— Plutarchus, Pyrrhus, 23
Rome stond nu in nauw contact met de Griekse cultuur van Magna Graecia. Het was zeer dicht bij de Griekse kennis omtrent de bouw en werking van schepen. Rome was zich bewust van de kracht de legioenen, die zelfs geen angst meer hadden voor olifanten na de Pyrrhische oorlogen. De overwinning op Pyrrhus gaf Rome dan ook een groot prestige bij de Ptolemaeën, die vervolgens om vriendschap verzochten, maar ook bij de oosterse koningen.
Vijftien jaar later, in 264, brak de Eerste Punische Oorlog uit. De casus belli vormde het eiland Sicilië en zo kwamen de twee grootmachten, die eerst bondgenoten waren, tegenover elkaar te staan.

## Vijfde verdrag: 241 v.Chr.
De Eerste Punische Oorlog liep uit op een nederlaag voor Carthago. De stad bevond zich toen in een rampzalige financiële situatie: er moesten binnen tien jaar 3200 talenten aan Rome betaald worden als schadevergoeding. Ook moesten alle krijgsgevangenen zonder losgeld teruggegeven worden. Het rijke Sicilië ging verloren en kwam onder Romeinse controle. Het werd Carthago verboden oorlog te voeren met koning Hiëron II van Syracuse.

### Tekst
Als toevoeging aan de bestaande bepalingen legde Rome het volgende op:
ἐκχωρεῖν Καρχηδονίους καὶ Σικελίας ἁπάσης καὶ τῶν νήσων ἁπασῶν τῶν κειμένων Ἰταλίας μεταξὺ καὶ Σικελίας. τὴν ἀσφάλειαν ὑπάρχειν παρ᾽ ἑκατέρων τοῖς ἑκατέρων συμμάχοις. μηδετέρους ἐν ταῖς ἀλλήλων ἐπαρχίαις μηδὲν ἐπιτάττειν μηδ᾽ οἰκοδομεῖν δημοσίᾳ μηδὲ ξενολογεῖν μηδὲ προσλαμβάνειν εἰς φιλίαν τοὺς ἀλλήλων συμμάχους. ἐξενεγκεῖν Καρχηδονίους ἐν ἔτεσιν δέκα δισχίλια καὶ διακόσια τάλαντα, παραυτίκα δὲ δοῦναι χίλια. τοὺς αἰχμαλώτους χωρὶς λύτρων ἀποδοῦναι πάντας Καρχηδονίους τοῖς Ῥωμαίοις.— Polybius, III, 27.2-6
De Carthagers trekken zich terug van heel Sicilië en van alle eilanden tussen Sicilië en Italië. Beide staten garanderen de veiligheid van elkaars bondgenoten. Niemand legt belastingen op, richt openbare gebouwen op, werft huurlingen in het gebied van de ander, of gaat een vriendschapsverdrag aangaan met bondgenoten van de ander. De Carthagers betalen binnen tien jaar 2200 talenten en bovendien direct 1000 talenten. De Carthagers geven alle gevangenen zonder losgeld terug aan de Romeinen.

## Zesde verdrag: 237 v.Chr.
Carthago was niet meer in staat de Libische en Numidische huurlingen te betalen, vanwege de enorme sommen die het aan Rome moest betalen. Daarom kreeg het te maken met een bloedige opstand, die pas na drie jaar van wrede gevechten bedwongen kon worden. Rome maakte handig gebruik van deze opstand en bezette Sardinië en Corsica. Het dwong Carthago tot het betalen van een derde schadevergoeding van 1200 talenten om een oorlog te vermijden, die Carthago zich absoluut niet kon permitteren.

Westelijke Middellandse Zee in 237 v.Chr.; Romeinse beheerst de eilanden rond de Tyrreense Zee (Sicilië, Sardinië en Corsica) na de Eerste Punische Oorlog (264-241)

### Tekst
Polybios vermeldt:
λήξαντος τοῦ Λιβυκοῦ πολέμου, Ῥωμαῖοι Καρχηδονίοις πόλεμον ἐξενέγκαντες ἕως δόγματος ἐπισυνθήκας ἐποιήσαντο τοιαύτας: ἐκχωρεῖν Καρχηδονίους Σαρδόνος καὶ προσεξενεγκεῖν ἄλλα χίλια καὶ διακόσια τάλαντα— Polybius, III, 27.7-8
de Romeinen na de Libische oorlog een decreet hadden goedgekeurd dat de oorlog verklaarde aan Carthago en zij voegden de volgende bepaling toe: De Carthagers verlaten Sardinië en betalen Rome 1200 talenten extra.— Vertaling
Door de Carthagers werd dit gezien als een vernederende nederlaag, maar zij konden niets anders doen dan de nederlaag zonder strijd te accepteren. Rome had zonder scrupules gehandeld en daardoor raakten de betrekkingen met Carthago definitief getroubleerd, net toen die juist beter leken te worden.

## Zevende verdrag: 226 v.Chr.
Toen het probleem met de huurlingen opgelost was, probeerde Carthago op een andere manier zijn weg te vervolgen. Hamilcar Barcas zag daartoe kansen in Spanje, waar Carthago al eeuwenlang grote handelsbelangen had. Hier moest ook de sanering van de financiën vandaan komen. De Carthaagse expeditie nam de trekken aan van een veroveringsoorlog, te beginnen bij de stad Gades (nu Cádiz). Aanvankelijk voltrokken deze veroveringen zich buiten het directe gezag van de Carthaagse senaat om. Vanaf het begin van de expeditie in 237 tot aan zijn dood op het slagveld in 229 slaagde Hamilcar erin de expeditie zelfvoorzienend te maken op economisch en militair gebied. Het lukte hem zelfs om grote hoeveelheden koopwaar en metalen naar Carthago te sturen, die hij als schatting aan de Iberische stammen had opgelegd.
Na de dood van Hamilcar nam zijn schoonzoon acht jaar lang zijn plaats in. Hij zette een beleid in van consolidering van de veroverde gebieden.
De Romeinen hadden het druk met de Galliërs en verkozen om tot een akkoord te komen met Hasdrubal en op aansturen van Massilia, dat het gevaar dichterbij zag komen van een mogelijk bondgenootschap tussen Carthago en de naburige Ligurische stammen, stelde Rome in 226 een verdrag op dat bepaalde dat de Ebro de grens zou vormen van de Carthaagse uitbreiding. Zo erkende men impliciet de nieuwe veroveringen van Carthago, de drie kolonies van Massilia inbegrepen. Zo gingen Hemeroscopium, Alonis en Alicante voor Massilia verloren.

Westelijke Middellandse Zee in 226 v.Chr.; Expansie van Carthago tot aan de Ebro (stichting Nova Carthago). Expansie van Rome na de Eerste Illyrische Oorlog en in Gallia Cisalpina (in bondgenootschap met de Galli Cenomani en de Veneti).

### Naar het tweede conflict

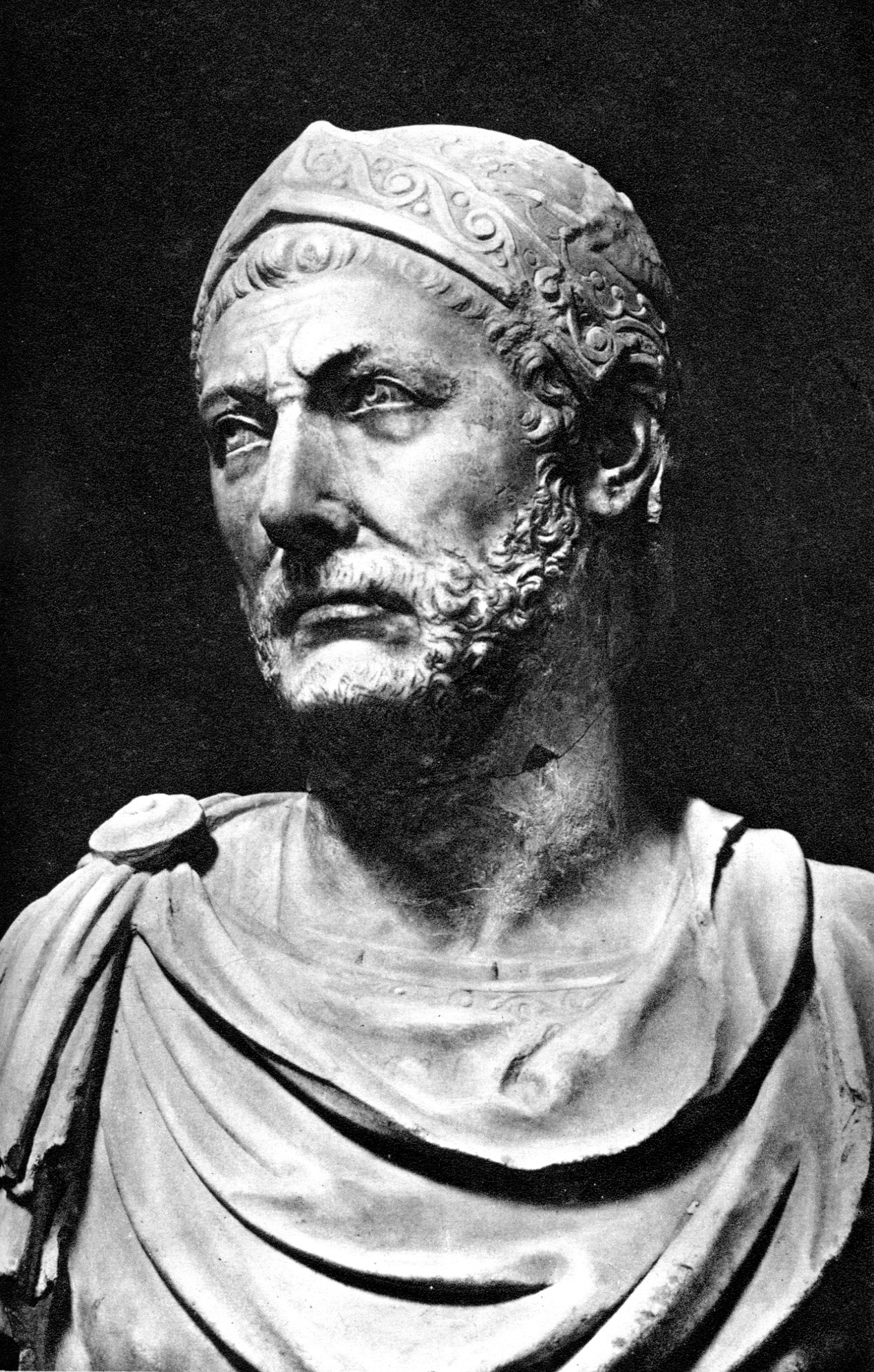
Borstbeeld van Hannibal de Carthager, een van de grootste strategen van de Oudheid.

Polybios schrijft dat er drie hoofdredenen waren voor de tweede oorlog tussen Rome en Carthago:
1. De eerstverantwoordelijke reden voor de oorlog was het revanchisme van Hamilcar Barcas, de vader van Hannibal. Wanneer de huurlingenopstand er niet was geweest, had hij voorbereidingen voor een nieuw conflict getroffen. Dit werd echter gestart door zijn zoon Hannibal, die zijn vader al als klein kind had gezworen om Rome te haten.
2. De tweede reden was dat Carthago het verlies van Sardinië had moeten accepteren door het bedrog waarover Livius vertelt, en dat het nog eens 1200 talenten extra had moeten betalen bovenop de som die eerder al bepaald was.
3. De derde en laatste reden vormden de behaalde successen in Spanje. Daardoor hadden de Carthagers weer geestdrift gekregen om revanche te nemen op de Romeinen.

Met een voorwendsel verklaarde Hannibal de oorlog aan Saguntum. Deze stad lag ten zuiden van de Ebro, maar vroeg Rome om hulp. In maart 219 werd de stad aangevallen. Na acht maanden gaf de stad zich over en werd vervolgens met de grond gelijk gemaakt. Oorlog was onvermijdelijk, maar zoals Polybios schrijft: “de oorlog speelde zich niet in Spanje af (zoals de Romeinen hadden gehoopt), maar voor de poorten van Rome en in heel Italië. Het was eind 219 en de Tweede Punische Oorlog brak uit.

## Achtste verdrag: 201 v.Chr.

### Carthago en de vredesvoorwaarden

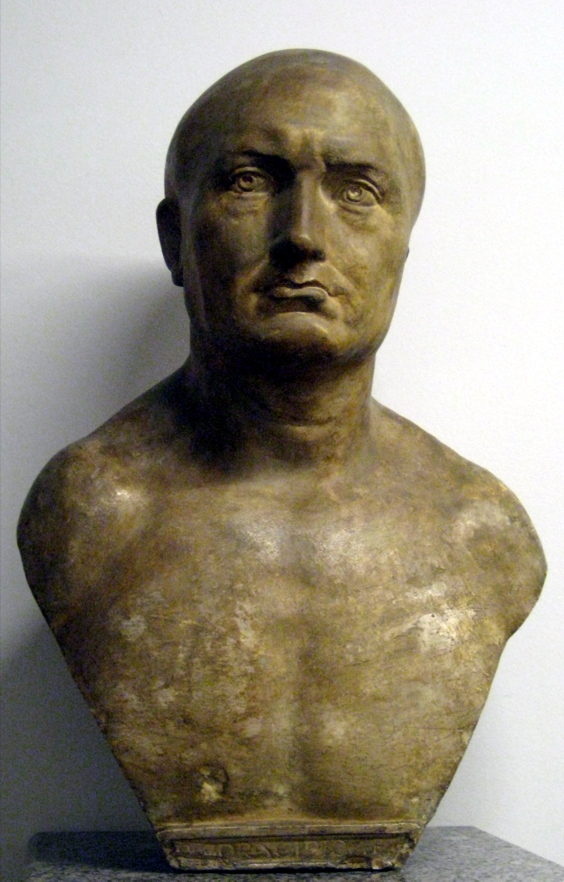
Borstbeeld van Scipio Africanus (kopie van het origineel, Musei Capitolini Rome). Zijn vredesvoorstellen werden geaccepteerd door Hannibal en bekrachtigd door de Romeinse Senaat

Carthago verloor Spanje en werd teruggebracht tot een vazalstaat van Rome. De stad kreeg een herstelbetaling opgelegd van 10.000 talenten, de vloot werd teruggebracht tot tien triremen, nauwelijks voldoende om piraten af te weren. Het werd Carthagers verboden om de wapens op te nemen zonder toestemming van de Romeinen. Van deze laatste bepaling had koning Masinissa van Numidië veel voordeel, want hij was zo in staat om grote gebieden van Carthago te annexeren. Na een halve eeuw, toen Carthago zich eindelijk verzette tegen de voortdurende aanvallen van Masinissa, vonden de Romeinen in deze gevechten de casus belli voor de Derde Punische Oorlog. De Carthagers werden ook verplicht om de Romeinen te helpen met hun avonturen in Klein-Azië en Punische schepen voeren mee in de campagne van Lucius Cornelius Scipio tegen Antiochos III van Syrië.
Er kwamen gezanten van de Carthagers en van koning Masinissa. De Carthagers beloofden 500.000 maten graan en 500.000 maten gerst te zullen leveren voor het Romeinse leger. De helft ervan zouden ze naar Rome sturen. Ze vroegen of de Romeinen dat als geschenk zouden accepteren. Ze zouden verder een vloot uitrusten op eigen kosten en de betalingen die over vele jaren uitgesmeerd waren, zouden ze onmiddellijk betalen.— Titus Livius, Ab Urbe Condita, 36,4,5-7
In Rome werd het einde van de oorlog niet door iedereen verwelkomd. Er leefden politieke en morele bezwaren. Toen de senaat besliste over het vredesverdrag met Carthago, bracht Quintus Caecilius Metellus (consul in 206) in dat hij vrede met Carthago geen goede zaak vond voor Rome. Hij was bang dat het Romeinse volk niet weer tot rust gebracht kon worden na het verschijnen van Hannibal in Italië. Anderen, zoals Cato maior, waren bang dat, als Carthago niet geheel verwoest zou worden, het al snel weer zijn oude kracht zou terugkrijgen en de oorlog met Rome weer zou hernemen. En misschien had Cato niet helemaal ongelijk: archeologen hebben ontdekt dat de beroemde oorlogshaven Coton na de oorlog was hersteld en 220 schepen kon bevatten, terwijl Carthago maar tien schepen mocht hebben. Deze haven was van buiten de stad niet zichtbaar.

### De verbanning van Hannibal
Hannibal was vele jaren met zijn eigen zaken bezig en kreeg weer een vooraanstaande rol in Carthago. Vanwege zijn democratische gezindheid en zijn strijd tegen corruptie overtuigden de edelen de Romeinen ervan om hem in ballingschap te dwingen. Zij lieten hem gaan naar Klein-Azië, naar het paleis van Antiochos III. Steeds zocht hij naar wegen om de strijd tegen Rome weer op te pakken. Op het strand van Libyssa aan de Zee van Marmara nam hij het vergif dat hij naar verluidt jarenlang in een ring bij zich bewaard had.

### Rome en de Middellandse Zee

Middellandse Zee na het sluiten van de vrede na de Tweede Punische Oorlog (201 n.C.)

Rome had nu de handen vrij om met doortastendheid de verovering van Gallia Cisalpina, Gallia Transalpina, Illyrië en Griekenland en alle koninkrijken op de kust van Asia aan de Middellandse Zee en de Zwarte Zee aan te pakken. Rome had maar 34 jaar nodig tot de beslissende slag bij Pydna.

## Einde van Carthago: 146 v.Chr.

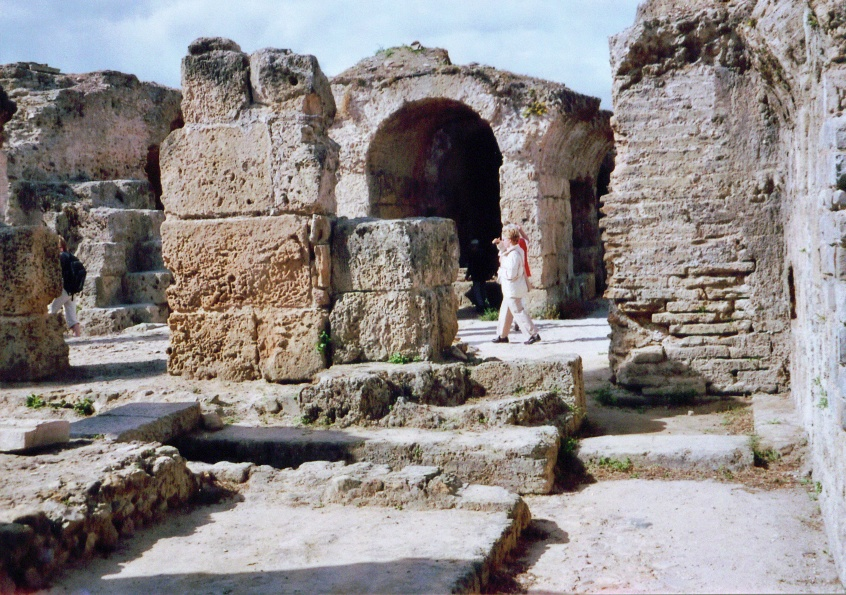
Ruïnes van Carthago

De doodsstrijd van Carthago duurde de hele winter. Door de blokkade van de haven leden de Carthagers honger en de algehele verzwakking zorgde voor het uitbreken van ziektes. Scipio haastte zich niet en pas in het voorjaar van 146 stuurde hij het leger op de muren af. De Carthagers vochten wanhopig van huis tot huis, van straat tot straat gedurende twee weken. Maar het einde was nabij: Carthago gaf zich ten slotte over.
Publius Cornelius Scipio Aemilianus, de Romeinse bevelhebber, gaf de stad ter plundering aan zijn soldaten, maar niet nadat hij enige kunstvoorwerpen terug had laten vinden, die de Carthagers in het verleden uit Sicilië hadden meegenomen, waaronder de Stier van Agrigentum en de Diana van Segesta. Carthago, de machtige koningin van de Middellandse Zee, die Rome op zijn grondvesten had doen daveren, werd tot de grond toe afgebroken. De stad werd systematisch verbrand, de muren gesloopt, de poort vernietigd. Diodorus Siculus en Polybios vertellen ten slotte dat Scipio huilde toen hij in deze ruïne het mogelijk toekomstige lot van Rome zag:
“Ik denk aan de onzekerheid van het lot, misschien komt de tijd waarin eenzelfde ramp over Rome zal komen en – Homerus citerend – ‘Hij zal de dag zien waarop het heilige Ilium en Priamus en zijn volk zullen omkomen’ ” Diodorus Siculus, XXXII, 24